# Törpemotmot
A törpemotmot (Hylomanes momotula) a madarak osztályának verébalakúak (Passeriformes)  rendjébe és a motmotfélék (Momotidae) családjába tartozó Hylomanes nem egyetlen faja.

## Rendszerezése
A nemet és a fajt is Martin Hinrich Carl Lichtenstein német orvos, felfedező és zoológus írta le 1839-ben.

## Alfajai
- Hylomanes momotula chiapensis Brodkorb, 1938
- Hylomanes momotula momotula Lichtenstein, 1839
- Hylomanes momotula obscurus Nelson, 1911[2]

## Előfordulása
Mexikó déli részén, valamint Belize, Costa Rica, Guatemala, Honduras, Nicaragua, Salvador, Panama és Kolumbia területén honos. Természetes élőhelyei a szubtrópusi és trópusi síkvidéki és hegyi esőerdők. Állandó, nem vonuló faj.

## Megjelenése
Testhossza 18 centiméter, testsúlya 25-33 gramm.
|  |

## Természetvédelmi helyzete
Az elterjedési területe rendkívül nagy, egyedszáma 20000-49999 példány közötti,  viszont csökken, de még nem éri el a kritikus szintet. A Természetvédelmi Világszövetség Vörös listáján nem fenyegetett fajként szerepel.